# Bitch, Don't Kill My Vibe
Singles de Kendrick Lamar
How Many Drinks?
(2013) We Up
(2013)
Bitch, Don't Kill My Vibe est une chanson du rappeur Kendrick Lamar sortie en mars 2013, issue de l'album Good Kid, M.A.A.D City.

## Histoire
À l'origine, Lady Gaga devait faire les vocals de la musique. Néanmoins, elle annonce en août 2012 avoir collaboré avec Lamar sur un autre morceau de l'album, nommé Partynauseous. Ce dernier ne fera finalement pas partie de l'album.
Dans le clip vidéo, on peut voir l'humoriste et comédien Mike Epps faire une apparition.